# هاميش مكدونالد
هاميش مكدونالد (بالإنجليزية: Hamish McDonald)‏ هو صحفي أسترالي، ولد في 1948.